# Opomyza aisae
Opomyza aisae är en tvåvingeart som beskrevs av Miguel Carles-Tolrá 1993.
Opomyza aisae ingår i släktet Opomyza och familjen gräsflugor. Artens utbredningsområde är Spanien. Inga underarter finns listade i Catalogue of Life.